# Vanderson
Vanderson (* 21. Juni 2001 in Rondonópolis; voller Name Vanderson de Oliveira Campos) ist ein brasilianischer Fußballspieler. Der Rechtsverteidiger steht seit Januar 2022 bei der AS Monaco unter Vertrag.

## Karriere

### Verein
Vanderson wechselte 2018 nach Porto Alegre in die Jugend vom Grêmio FBPA. Im Dezember 2020 verlängerte der 19-Jährige seinen Vertrag bis zum 31. Dezember 2024. Wenige Tage später debütierte der Rechtsverteidiger für die Profimannschaft in der Série A und kam bis zum Ende der Série A 2020, die aufgrund der COVID-19-Pandemie erst Ende Februar 2021 endete, insgesamt auf 5 Einsätze (alle von Beginn), in denen er ein Tor erzielte. Bereits Anfang März 2021 begann die neue Spielzeit mit der Staatsmeisterschaft von Rio Grande do Sul. Vanderson etablierte sich als Stammspieler und steuerte 12 Einsätze (10-mal von Beginn), in denen er ein Tor erzielte, zum Titelgewinn bei. In der anschließenden Saison 2021 der Série A kam er 30-mal zum Einsatz, stand 22-mal in der Startelf und erzielte 3 Tore. Jedoch konnte er den Abstieg von Grêmio in die Série B nicht verhindern. Zudem spielte Vanderson auf internationaler Ebene 2-mal in der Qualifikation zur Copa Libertadores, die Grêmio verpasste und daher in der Copa Sudamericana spielte. Dort kam er 3-mal zum Einsatz, ehe man im Achtelfinale an LDU Quito scheiterte.
Zum 1. Januar 2022 wechselte der 20-Jährige in die französische Ligue 1 zur AS Monaco, bei der er einen Vertrag bis zum 30. Juni 2027 unterschrieb.

### Nationalmannschaft
Für Freundschaftsspiele gegen die guineische Fußballnationalmannschaft und die senegalesische Fußballnationalmannschaft im Juni 2023 wurde Ayrton in die brasilianische Fußballnationalmannschaft berufen. Im Spiel gegen Guinea am 17. Juni wurde er in der 92. Minute für Vinícius Júnior eingewechselt.

## Erfolge
- Staatsmeister von Rio Grande do Sul: 2021